# Куцлар, Антония
Антония Ловренца Куцлар (словен. Antonija Lovrenca Kuclar, серб. Антонија Ловренце Куцлар; 2 января 1896, Лесно-Брдо — 3 сентября 1942, Любляна) — югославская словенская крестьянка, партизанка Народно-освободительной войны Югославии, Народный герой Югославии. Единственная женщина — Народный герой Югославии, которая не состояла в Коммунистической партии Югославии.

## Биография
Родился 2 января 1896 в Лесно-Брдо около Любляны. До войны занималась земледелием. На фронте с 1941 года: вся её семья оказывала помощь партизанам (пять её сыновей ушли в партизаны и погибли в боях). Антония расположила в собственном доме склад оружия и боеприпасов для партизан, а также укрытие. Призывала всех женщин своей деревни оказывать всю возможную помощь партизанам.
26 августа 1942 арестована итальянскими солдатам и отведена в Люблянскую тюрьму. После пыток и побоев 3 сентября 1942 расстреляна в Грамозной Яме. Похоронена в Любляне.
Указом Иосипа Броза Тито от 21 июля 1953 посмертно награждена орденом и званием Народного героя Югославии.